# Thaumalea falciformis
Thaumalea falciformis är en tvåvingeart som beskrevs av Arnaud och Boussy 1994. Thaumalea falciformis ingår i släktet Thaumalea och familjen mätarmyggor.
Artens utbredningsområde är Idaho. Inga underarter finns listade i Catalogue of Life.